# Северная Мылва
Се́верная Мы́лва (коми Войвыв Мылва) — река в Республике Коми, левый приток реки Печоры.

## Этимология
Слово Мылва происходит от двух слов: хант. мил, мел — «глубокий» и коми ва — «река». Северная Мылва название-гибрид в значении «глубокая река, текущая на север».

## География

Бассейн Печоры

Длина — 213 км, площадь водосборного бассейна — 5970 км². Питание смешанное, с преобладанием снегового. Среднегодовой расход воды — в 20 км от устья 29,5 м³/с. Замерзает во 2-й половине октября — ноябре, вскрывается в конце апреля — мае.
Крупнейшие притоки — Расъю, Нюмылга, Сойва (левые); Ынат (правый).
Северная Мылва начинается в ненаселённом районе к северо-востоку от посёлка Усть-Нем. Течёт на север по лесистой заболоченной местности. Название Северная получила для отличия от Южной Мылвы, реки, текущей поблизости, но в южном направлении, и принадлежащей бассейну Северной Двины.
Русло Северной Мылвы чрезвычайно извилистое, течение слабое. В реку впадает большое количество притоков.
У места впадения в реку ручья Абаршор располагалась бывшая деревня Абар.
Северная Мылва впадает в Печору в черте посёлка Троицко-Печорск.

## Притоки
Притоки указаны от устья к истоку.
- 1 км: Динъёль (лв)
- 14 км: Сойва
- 26 км: Нюмылга (Неменга)
- 36 км: Джебол
- 78 км: Ынат
- 94 км: Расъю
- 110 км: Лэпта
- 125 км: Нижняя Налдэг
- 143 км: Верхняя Налдэг
- 161 км: Нижняя Коммуна
- 162 км: Средняя Коммуна
- 162 км: Верхняя Коммуна
- 174 км: Большая Шамья
- 184 км: Малая Шамья
- 195 км: Ягъёль